# Mehdi Cerbah
Mehdi Cerbah (ur. 3 stycznia 1953 w Algierze, zm. 29 października 2021) – algierski piłkarz występujący na pozycji bramkarza. Uczestnik mistrzostw świata 1982.
Występował w reprezentacji Algierii w latach siedemdziesiątych i osiemdziesiątych. Z reprezentacją Algierii uczestniczył eliminacjach do mistrzostw świata 1978. Później uczestniczył w zwycięskich eliminacjach do mistrzostw świata 1982.
W 1980 roku Cerbah zdobył z reprezentacją wicemistrzostwo Afryki, przegrywając jedynie w finale z reprezentacją Nigerii.
Podczas gry na  mistrzostwach świata 1982 reprezentował barwy klubu RC Kouba. Grał też w USM Algier, JE Tizi-Ouzou i Montréal Manic. Na mundialu był pierwszym bramkarzem i wystąpił we wszystkich trzech meczach grupowych z: reprezentację RFN 2-1, reprezentacją Austrii 0-2 oraz z reprezentacją Chile 3-2.